# اعزيب اخليفة ابريك (واحة سيدي ابراهيم)
اعزيب اخليفة ابريك هو دُوَّار يقع بجماعة واحة سيدي أبراهيم، عمالة مراكش، جهة مراكش آسفي في المملكة المغربية. ينتمي الدوّار لمشيخة واحة سيدي ابراهيم التي تضم 7 دواوير. يقدر عدد سكانه بـ 212 نسمة حسب الإحصاء الرسمي للسكان والسكنى لسنة 2004.

## روابط خارجية
- البوابة الوطنية للجماعات الترابية
- المندوبية السامية للتخطيط